# 紅磡官立小學
紅磡官立小學（英語：Hung Hom Government Primary School），是昔日一所政府官立小學。學校於2007年宣佈被殺校。2009年停辦後，校舍曾先後改為九龍英基小學及香港法國國際學校臨時校舍。但由於香港法國國際學校在將軍澳的永久校址啟用，此校再次空置，並曾打算用於遷置設施遠低於當今標準的「火柴盒」小學之用，但由於無人競投而被收回。
校舍於2021年被翻新活化為香港考試及評核局「考試及評核中心」，2023年落成。

## 校政管理

### 歷任校監
- 陳吉輝 先生[8]

### 歷任校長
- 陸鴻鈞 先生（上午校）
- 1958年至1962年：林翠英 女士（下午校）
- 1962年至1970年：陳淑媛 女士（下午校）
- 1975年方文莊先生 （下午校）
- 1986年李李志鑾女士 （下午校）
- 1987年潘增鴻先生 （下午校）
- 1990年至1991年：葉少卿 女士（上午校）
- 邱逢光 先生
- 張梅馨 女士
- 江元瑜 女士
- 鄧淑芬 女士
- 謝寶珠 女士
- 陳聘珠 女士[8]
- 郭筱儀 女士
- 李慧珠 女士
- 林惠玲 女士
- 黃笑華 女士

### 歷任副校長
- 岑粹賢 女士
- 周景蓮 女士
- 潘妍姬 女士

## 著名/傑出校友
- 李嘉（1994年上午校）：香港男演員[9]
- 焦媛（1984年小三）：香港女演員[註 1]
- 陳亦俊（1992年上午校）：香港中文大學內科及藥物治療學系名譽臨床助理教授、香港浸信會醫院駐院兒科顧問醫生
- 張梅馨（1961年下午校）：紅磡官立小學前校長
- 張慧中（1961年下午校）：農圃道官立小學及九龍塘官立小學前校長

## 外部連結
- 紅磡官立小學校網（互聯網檔案館）